# Black Holm
Black Holm è una piccola isola tidale disabitata nell'arcipelago delle Orcadi, in Scozia. È situata al largo di Copinsay, ad ovest di Corn Holm.

## Geologia e geografia
L'isola è costituita da arenaria rossa.
Durante la bassa marea è collegata a Corn Holm, a sua volta collegata a Copinsay da un segmento di terra chiamato "Isle Rough".